# Marinha Imperial Russa
A Marinha Imperial foi a Marinha do Império Russo de 1696 até o estabelecimento da República Russa em 1917.
A Marinha Imperial Russa sendo originalmente composta de quatro Esquadras; em que figuravam os couraçados que capitaneavam e davam suporte à Armada. Tal comportamento russo, segundo diversos estudiosos da área de estratégia e geopolítica, tem como norte - doutrinário a obra do conhecido pelo renomado estrategista de procedência norte-americana o comandante Alfred Thayer Mahan, que dizia em seus compêndios - "... que a defesa militar de País marítimo não fica na costa. Mas começa no mar...".
É a doutrina de A. T. Mahan, segundo historiadores da área militar, que justifica e explica a construção de inúmeros navios e outros tantos maiores chamados na época de couraçados de batalha, cruzadores de batalha, torpedeiros, contratorpedeiros, "mineiros encouraçados" e caça-minas e, principalmente os submarinos, de nova tecnologia, tecnologia de ponta, sendo a Rússia, um dos poucos países do mundo, na época, que já tinham os submarinos, construído em seus estaleiros.
O poder naval russo, sempre procurou ser, segundo parecer de alguns engenheiros, estrategistas e almirantes russos, na época e acabou o sendo, pelos estudos dos diversos cenários navais dos teatros em que o poder russo se inseria e tornavam-se necessários os submarinos e continuaram o sendo, após a chegada dos comunistas(visão estratégica de Lenin, segundo pesquisadores da História Naval da Russia).